# Al Klink
Al Klink (* 28. Dezember 1915 in Danbury (Connecticut); † 7. März 1991 in Bradenton, Florida) war ein US-amerikanischer Jazz-Saxophonist (Tenor) und Flötist des Swing.
Klink spielte von 1939 bis 1942 bei Glenn Miller, wo er u. a. mit Tex Beneke auf den bekannten „In the Mood“ Einspielungen zu hören ist, ansonsten aber wenig Gelegenheiten als Solist hatte. Während der Kriegsjahre wechselte er von Miller zu Benny Goodman und war bis 1945 bei Tommy Dorsey. Danach war er Studiomusiker bis 1947 bei einem Radiosender, arbeitete dann als Freelancer von 1952 bis 1953 beim Sauter-Finegan Orchestra und ab 1954 bei NBC. Ende der 1950er Jahre war er auch als Begleitmusiker für das Vokalensemble Kirby Stone Four tätig. 1974 war er gelegentlich Mitglied der „The World’s Greatest Jazz Band“ von 1974 bis 1982. Ende der 1970er Jahre nahm er mit Glenn Zottola und George Masso auf. Mitte der 1980er Jahre setzte er sich zur Ruhe. Seine einzigen Aufnahmen als Leader sind zusammen mit Bob Alexander 1955 entstanden. Ihr Album gewann einen Grammy.